# Antiblemma ceras
Antiblemma ceras là một loài bướm đêm trong họ Erebidae.